# Górzyca
Górzyca, německy Göritz či Göritz an der Oder nebo dříve polsky Górzyca Odrzańska či Gorzyce Lubuskie, je vesnice ve gmině Górzyca v okrese Słubice v Lubušském vojvodství v západním Polsku nedaleko polsko-německé státní hranice v Lubušsku. Je to sídlo gminy Górzyca. Nachází se také na pravém břehu veletoku Odra, na obou březích vodního kanálu Racza Struga a na rozhraní geomorfologických celků Lubuski Przełom Odry a Pojezierze Łagowskie. Vesnice také leží v krajinném parku Park Krajobrazowy Ujście Warty a v historickém regionu Lubušsko.

## Historie
Nejstarší archeologicky doložené stopy po osídlení pocházejí z 2. tisíciletí př. Kr. První písemná zmínka o oblasti vesnice pochází z roku 1249 a první přímá zmínka o vesnici pochází z roku 1252. Městské práva byly poprvé uděleny před rokem 1299 a později byly několikrát od odňaty a znovu uděleny. V letech 1373–1415 byla Górzyca součástí Českého království. Od roku 1940 zde působily pracovní jednotky zajateckého tábora Stalag III B-C Stare Drzewice. Dne 5. února 1945 byla obec Górzyca dobyta Rudou armádou. V důsledku velkého poničení města během druhé světové války a vystěhování německého obyvatelstva, se Górzyca stala opět vesnicí v roce 1947.

## Zajímavosti
- Dálková cyklistická trasa vedoucí podél Odry - Szlak Zielona Odra.
- Chráněná oblast Murawy w Górzyci.
- Kostel Kolegiata pw. Matki Łaski Bożej z roku 1983, který je postavený na místě zničeného evangelického kostela.
- Krajinný park Park Krajobrazowy Ujście Warty.
- Několik historických budov.
- Pozůstatky archeologických vykopávek na místě bývalého kláštera.

## Dopravní infrastruktura
Hlavní silniční tahy jsou Droga krajowa nr 31 vedoucí ze Słubice do Górzyce Droga wojewódzka nr 139 vedoucí do města Rzepin. Je zde také zřízena autobusová a železniční doprava na trati Linia kolejowa nr 273 a lodní trajektová doprava do Německa. Nejbližším sídlem je vesnice Owczary.

## Galerie

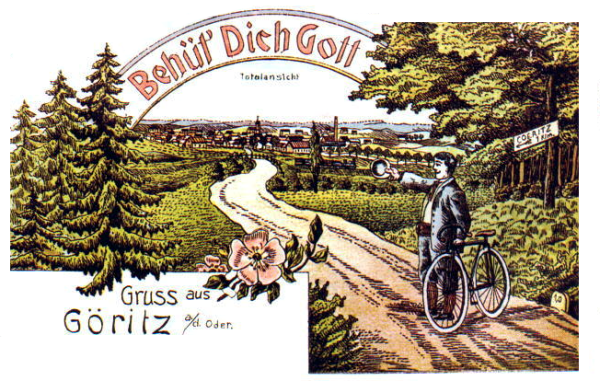
Historická fotografie
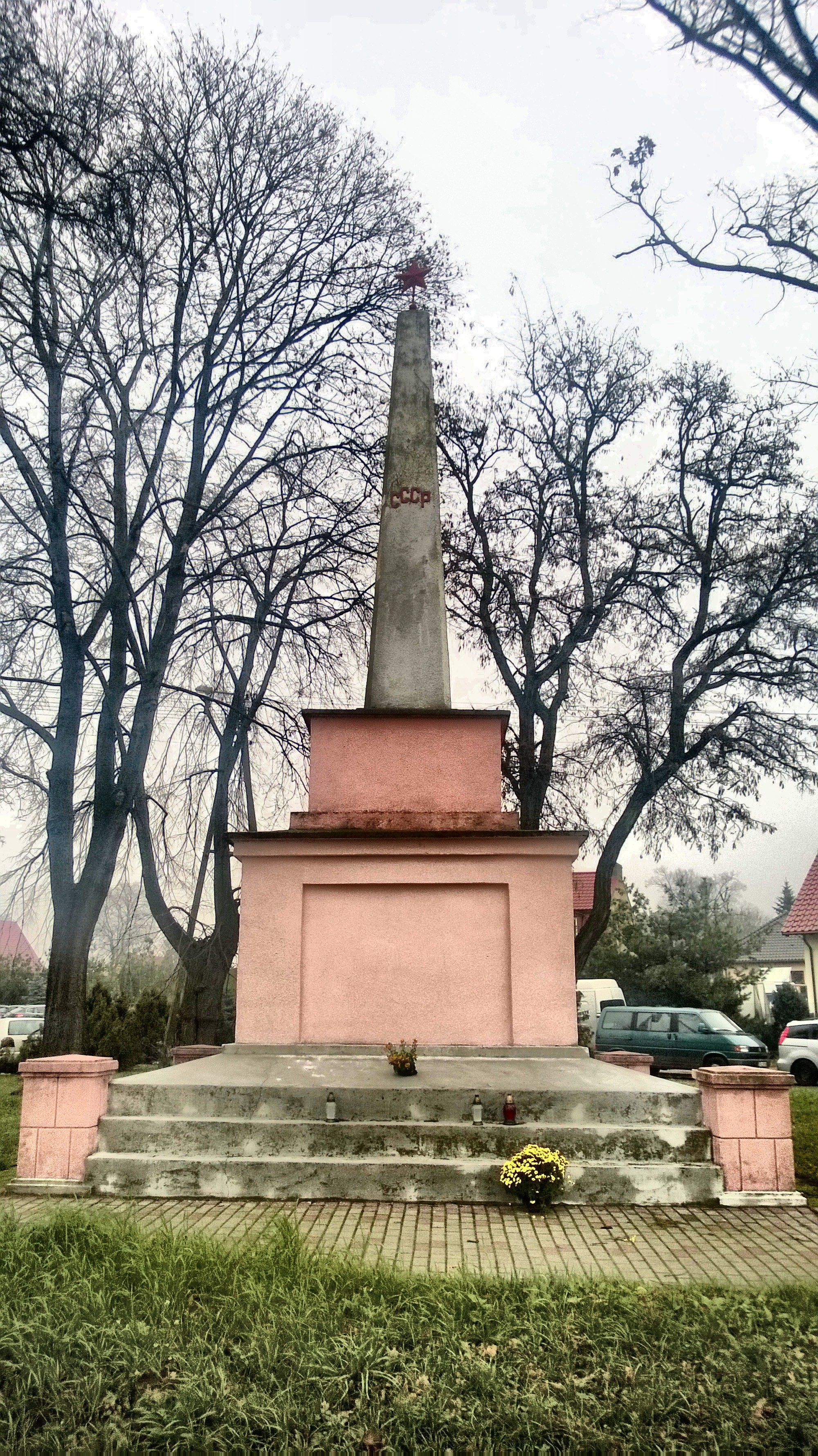
Památník z období Polské lidové republiky
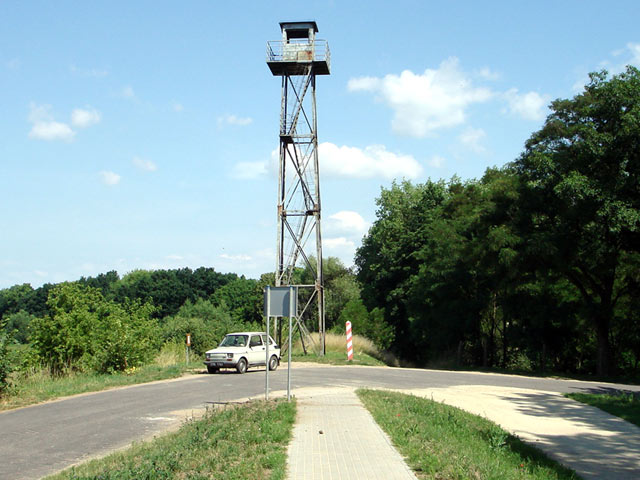
Strážní věž z období Polské lidové republiky
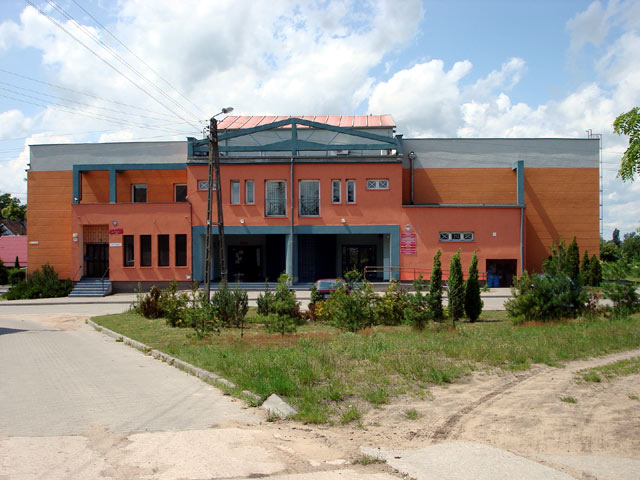
Kulturní dům
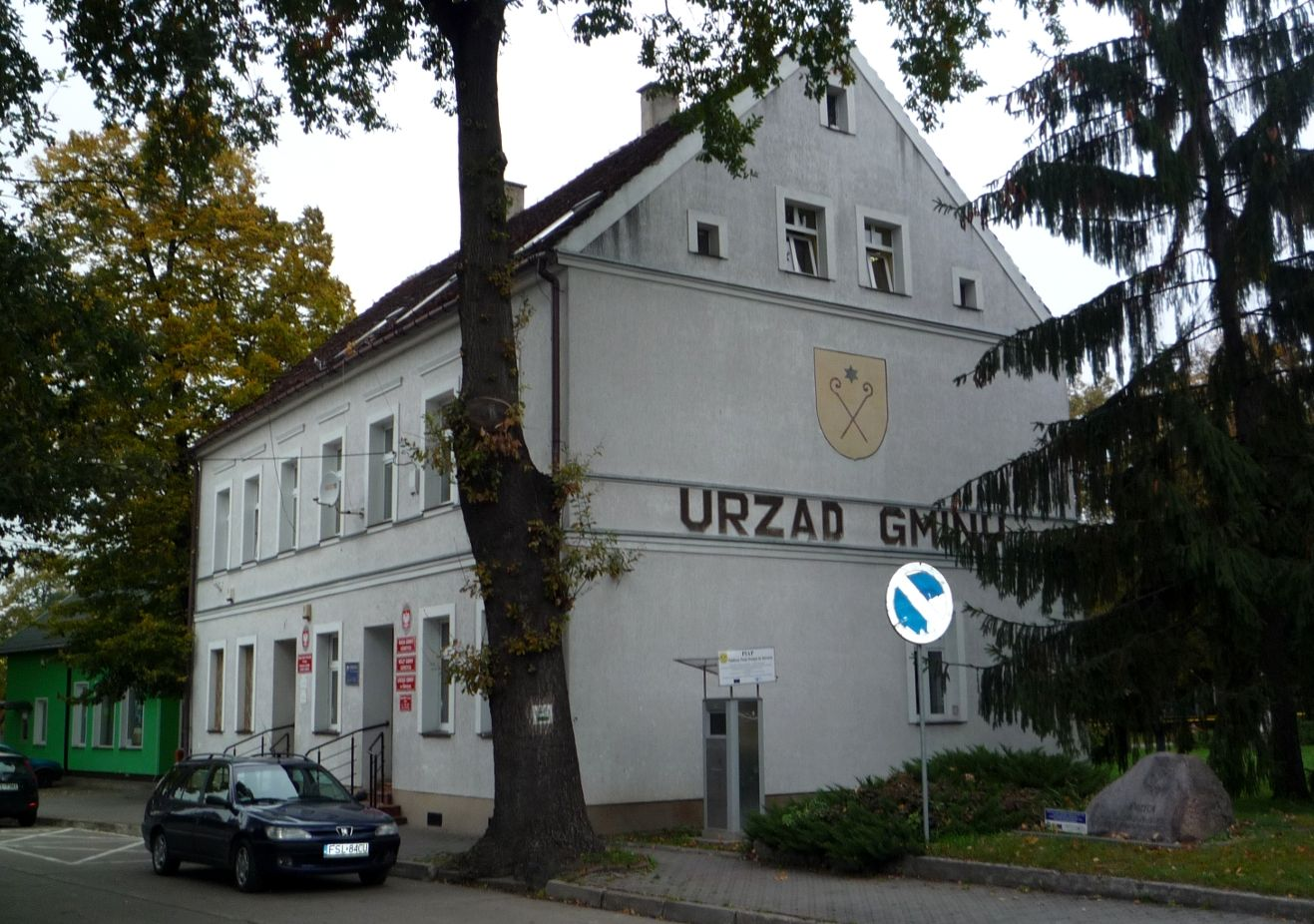
Úřad
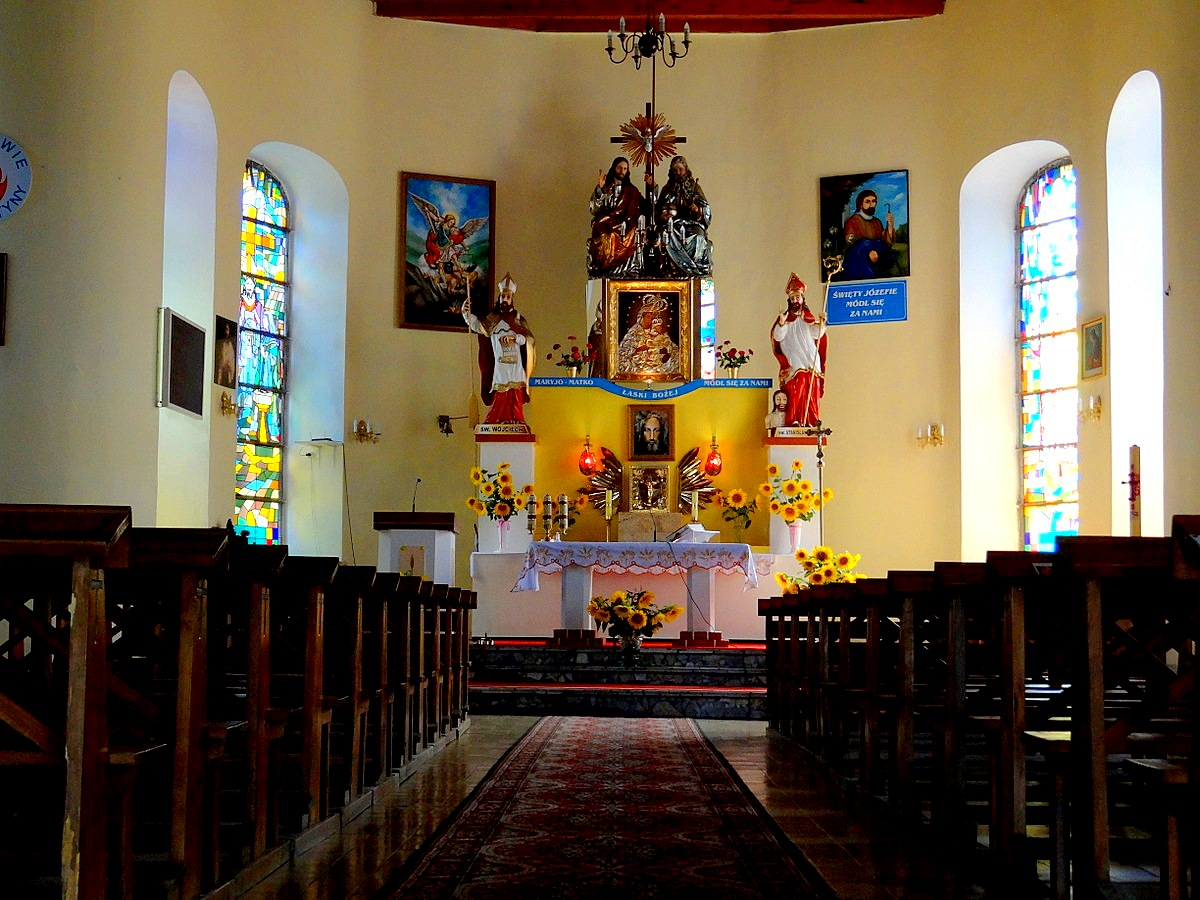
Interiér kostela Kolegiata pw. Matki Łaski Bożej